# Sergej Alexejevič Subbotin
Sergej Alexejevič Subbotin (* 1955) je ruský fotograf agentury RIA Novosti.

## RIA Novosti
Pracoval pro ruskou informační agenturu RIA Novosti, což byla státní zpravodajská agentura pro mezinárodní informace se sídlem v Moskvě. Historie agentury sahá do 24. června 1941, kdy dva dny po napadení Sovětského Svazu byla založena Sovětská informační kancelář (Советское Информационное Бюро; Совинформбюро). Byla založena usnesením vlády Sovětského svazu a ÚV KSSS. Jejím hlavním úkolem bylo přinášet informace o zahraničních vojenských událostech a o událostech v domácím životě. V jisté době byl vydáván bulletin v papírové podobě a vysílán v rádiu (od 14. října 1941 do 3. března 1942). Hlavním úkolem bylo sestavovat zprávy o situaci na frontové válečné linii, situaci na domácí frontě a v partyzánském hnutí. Dne 9. prosince 2013 podepsal ruský prezident Vladimir Putin dekret o zrušení této agentury a rozhlasové stanice Hlas Ruska a jejich sloučení do nově vzniklé agentury Rusko dnes (Rossija segodňa).

## Galerie

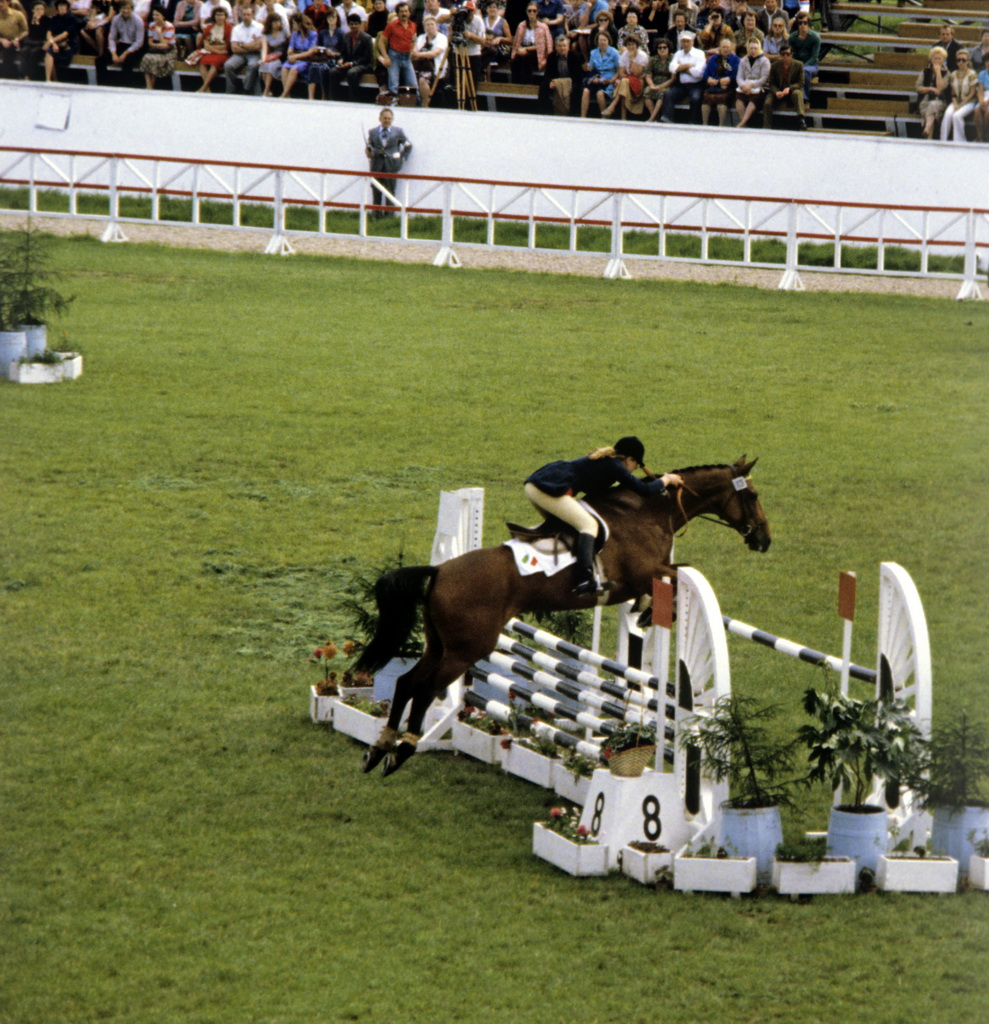
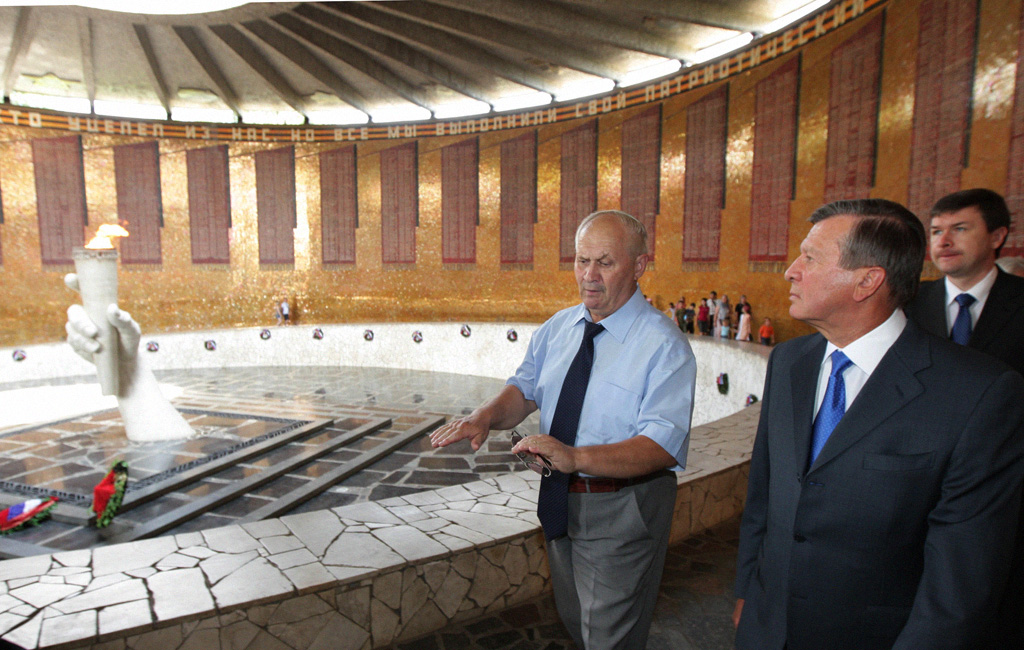
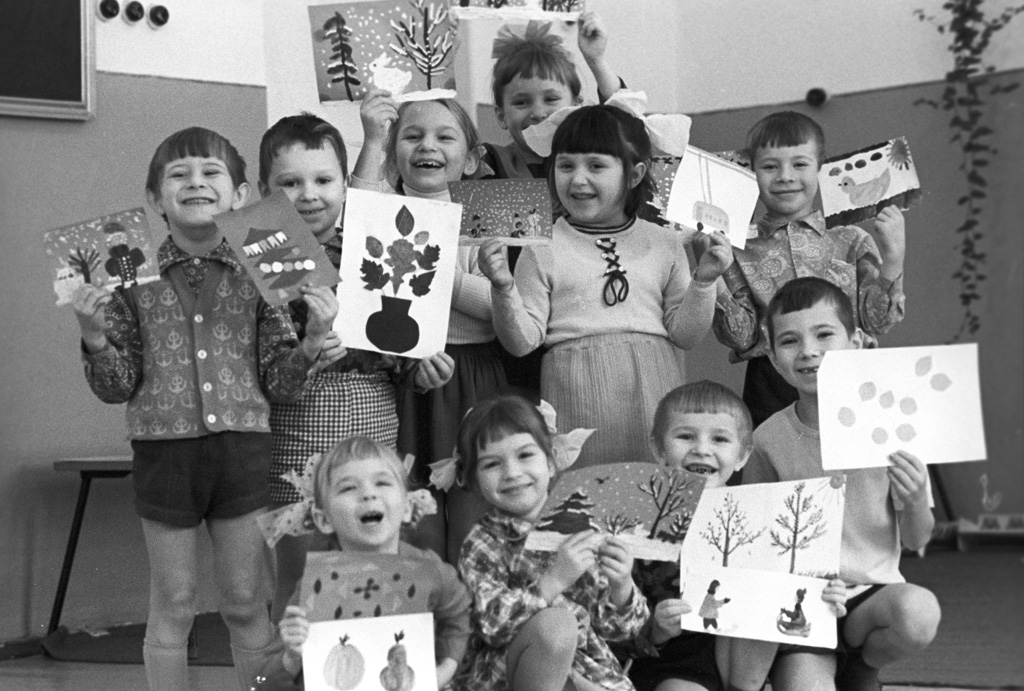
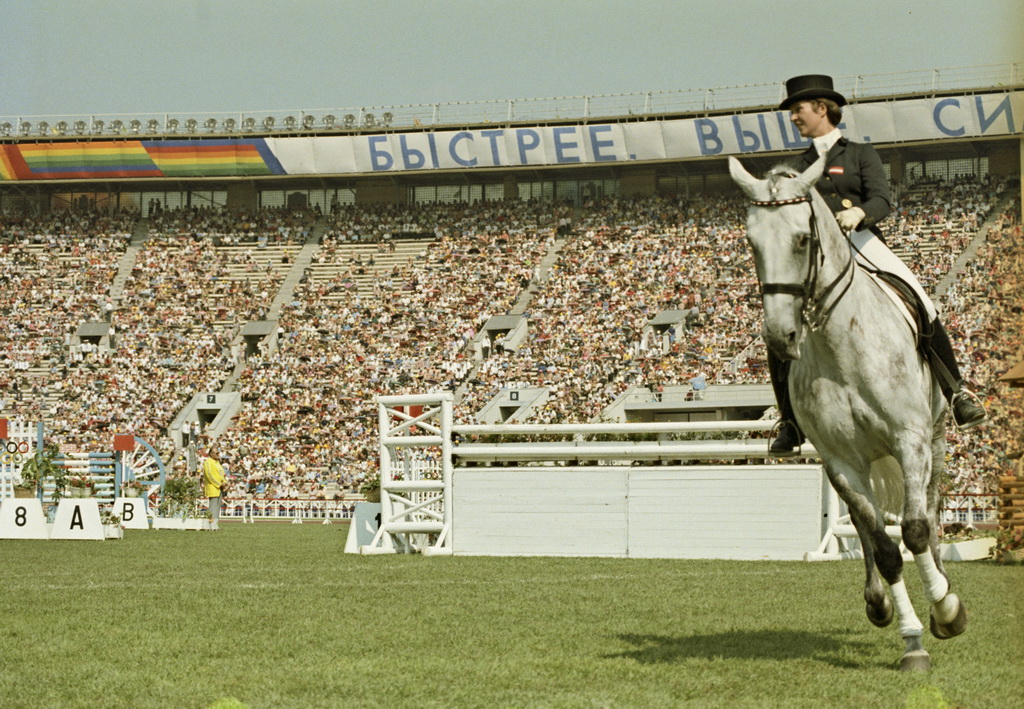
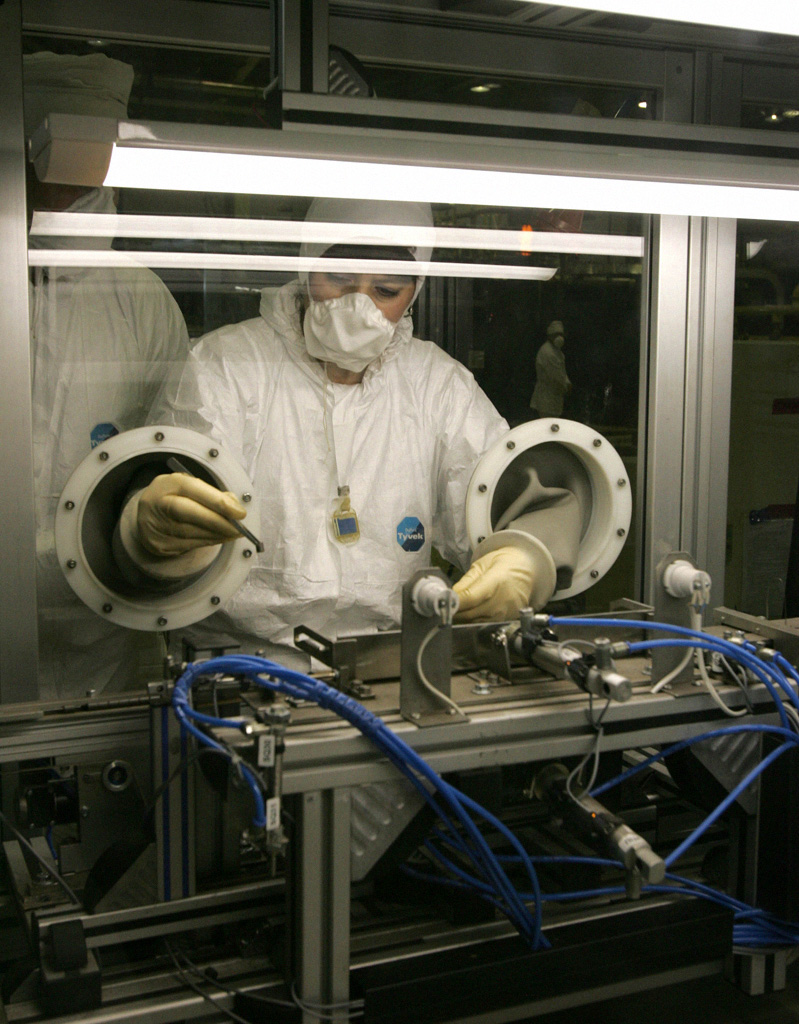
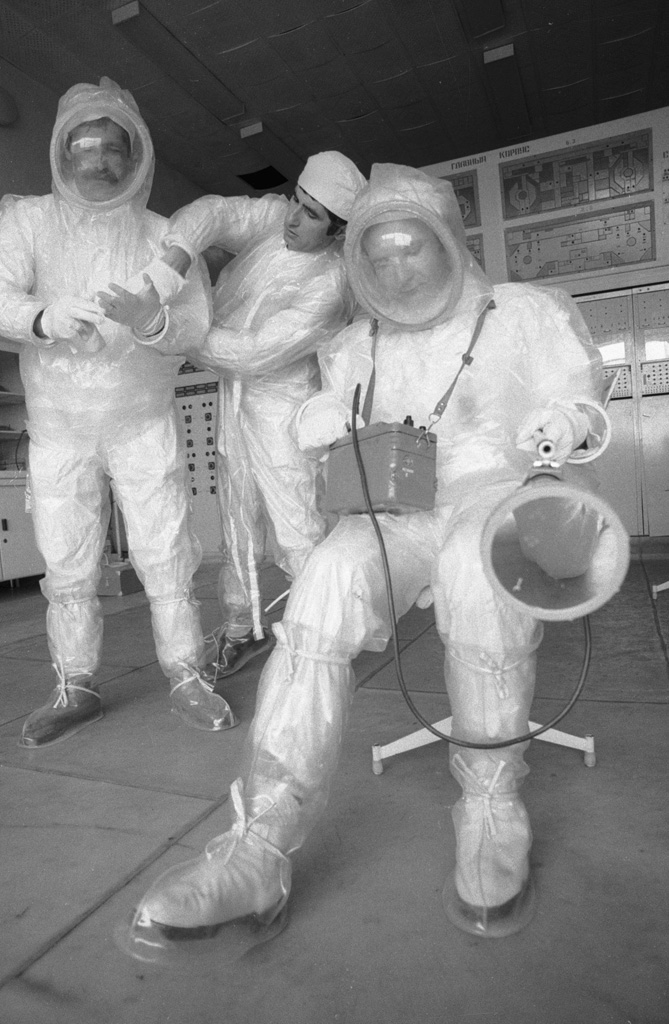
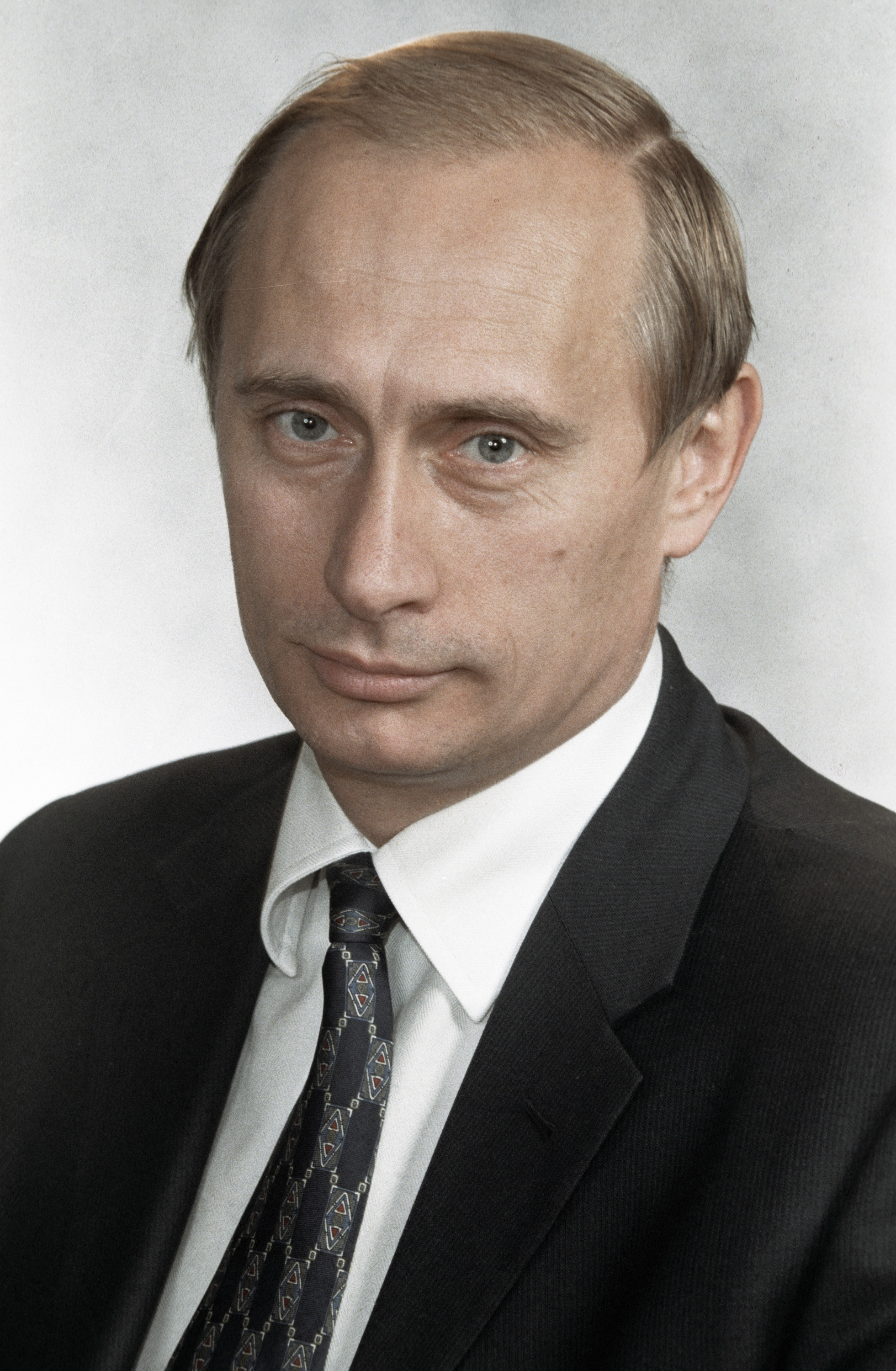
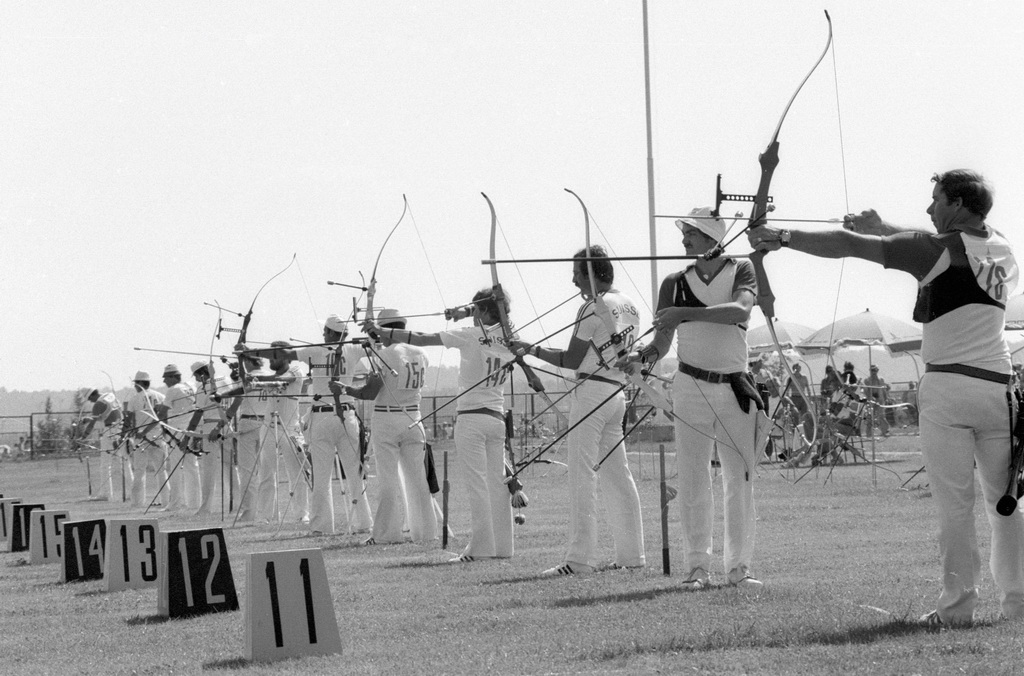